# Needville
Needville är en stad utanför Houston i Fort Bend County, Texas. Staden har en yta på 4,4 km² med 2 609 invånare (år 2000). Needville är en del av området Houston–Sugar Land–Baytown, även kallat Greater Houston. 
August Schendel grundade staden Schendelville 1891. 1894 ansökte han om ett postkontor med namnet Needmore, eftersom de alltid behövde mer (en:need more) av allt möjligt. Eftersom Needmore redan existerade som namn tog postkontoret istället namnet Needville.

## Demografi
Enligt 2000 års folkräkning bestod stadens befolkning (2 609) av 926 hushåll och 688 familjer. Befolkningstätheten var 592,6/km². Bland de etniska grupperna är 74,09% vita, 13,19% afroamerikaner, 0,27% indianer, 0,11% asiater, 10,23% övriga samt 2,11% från två eller fler grupper. Spanjorer eller latinamerikaner, oavsett etnisk grupp, bidrar med 23,96% av befolkningen.

## Kultur och nöjen
- Needville Harvest Festival, grundad 1983, hålls varje oktober. Festivalen organiseras av NHF Inc. för att dra besökare till Needville i hopp om att ge lokala företag en knuff, samla in pengar för samhällets utveckling och för att bekosta årliga stipendier för traktens gymnasiestudenter.
- Vintage Rosery, mitt emot Needville High School, röstades fram som Fort Bend Countys bästa turtistattraktion 2004. Varje vår och höst kommer talare från hela Texas till de offentliga trädgårdarna för att diskutera ämnen knutna till trädgårdskötsel.

## Utbildning
Needvilles skolor tillhör Needville Independent School District. Gymnasieeelever går i Needville High School.  Needvilles Albert George Branch Library är en del av Fort Bend Countys biblioteksnätverk.